# American Staffordshire terrier
El American Staffordshire Terrier, AST o AmStaff es una raza de perro originaria de Estados Unidos. No debemos confundirlo con su variante inglesa de menor tamaño (el staffordshire bull terrier) o con el pit bull terrier americano, aunque tengan nombres muy similares. Con una crianza correcta, es un perro sociable y amigable por naturaleza.
Cuando un grupo de criadores de American Pitbull Terrier quisieron comenzar a emplear a esta raza para otro tipo de trabajo que no fueran los combates, comenzaron a seleccionar dentro de los pitbulls, perros con determinadas características como mayor peso, solo los de trufa negra, ojos oscuros, etc.
Dado que el American Pitbull Terrier solo se seleccionaba por sus capacidades en trabajo no eran una raza homogénea, había y hay actualmente, alturas que van desde los 35 cm (muy utilizados en peleas) a los que llegan a 60 o más (más utilizados en salto vertical, arrastre etc). Tampoco eran homogéneas las orejas, ni los colores.
Para que una raza sea registrada por la FCI (Federación Cinológica Internacional )ha de tener un estándar, bien definido, con unos límites de peso, altura, colores, inserción de las orejas, la cola, temperamento, etc, por lo que un grupo de criadores comenzaron con un duro trabajo a seleccionar a Pitbulls con las características que ellos creían más adecuadas. 
Cabe mencionar que la raza American Staffordshire Terrier no ha sido cruzada con ninguna otra, son sencillamente Pitbulls seleccionados. Con los años, ambas razas comenzaron a diferenciarse más, debido a la selección y la crianza. Los primeros American Stafford eran muy distintos a los que conocemos hoy día, más cercanos al Pitbull, esto con el tiempo ha ido cambiando, encontrando ahora una raza muy bien definida y diferenciada de su predecesora. 
La FCI y la AKC no tienen registrada como raza al American Pitbull Terrier, puesto que el pitbull seleccionado (American Stafford) ya es considerado fiel representante de la raza. Aunque otras entidades como la ADBA en cambio, registran ambas. Ese es el motivo de que no veamos Pitbulls competir en belleza con la FCI y la AKC, pero si a su representante oficial según ambas federaciones, el American Stafford. Actualmente el American Pitbull Terrier sigue participando en pruebas de trabajo y en peleas clandestinas, donde también son utilizados algunos Amstaff, ya que como fiel descendiente ciertos ejemplares pueden mantener en sus genes el espíritu del pitbull o el gameness; algo que ha ido desapareciendo con la selección, en los American Stafford del presente.
Toda la familia de perros descendiente de la mezcla de antiguos Bulldogs y Terriers se utilizaba como perros de pelea hasta que estos eventos fueron prohibidos; actualmente son criados como mascotas y atletas en deportes legales (aunque siguen siendo las razas predilectas en las peleas de perros, ahora realizadas de forma clandestina).
En España está incluido dentro de las ocho razas "potencialmente peligrosas" por real decreto.

## Historia

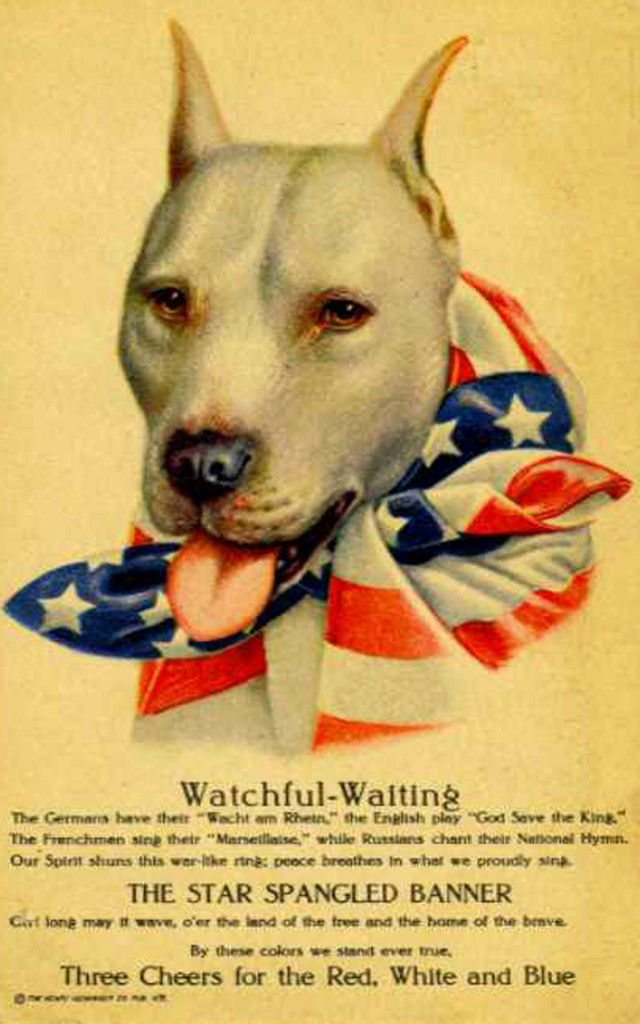
Póster de la Primera Guerra Mundial perro tipo «bull and terrier», período en el que el Pit Bull Terrier raza y el Amstaff comenzaban a diferenciarse.

En Inglaterra, cuando el hostigamiento de toros (bull-baiting) u osos estaban en su pleno apogeo, el antiguo Bulldog era muy popular.
Estos deportes de sangre fueron prohibidos en 1835, pero las peleas entre perros continuaron. Las peleas de perro requieren un perro más ágil. Entonces, a partir del cruce de las razas Antiguo Bulldog Inglés y Antiguo Terrier Inglés, surgió el Bull-and-terrier. Esta raza de perros de pelea llega a los Estados Unidos en el siglo XIX, donde se terminó de perfeccionar. Entre los cambios más significativos está la selección para cruzar a los ejemplares más grandes, aumentando así la altura de la cruz. Estos perros han  recibido el nombre American Pit Bull Terrier y fueron reconocidos por el United Kennel Club en 1898. A principios del siglo XX, comienza a ganar popularidad en el país norteamericano.
En un principio se puso especial énfasis en sus cualidades combativas, también se mostró como una raza dedicada a la custodia y protección de casas y de ganado, protegiendo de coyotes, lobos y otros depredadores, además de cazar roedores y jabalíes. En 1936 el American Kennel Club (el cual también inscribe a la raza en su Libro de Sementales) reconoce algunas pocas cepas de la raza con el nombre de "Staffordshire Terrier" en honor de la provincia donde supuestamente se originó. Y selecciona sólo los perros de linajes de Colby y Corvino, ambos linajes de excelentes criadores y representantes de la raza American Pitbull Terrier.De esta manera, (con selección diferente y estándar diferente) el Stafforshire terrier se convierte en la decimonovena raza de terriers aceptada por el AKC, una raza independiente y diferente del Pitbull original aunque lograda a base de selección y no de cruzar razas diferentes. El primer ejemplar inscrito fue una hembra, Wheeler's Black Dinah, en 1936. El Staffordshire Terrier Club se origina en Illinois, y admitido como miembro del AKC en 1940. En 1972 se le agrega el adjetivo "American", y la raza es reconocida por la FCI.

## En la cultura popular

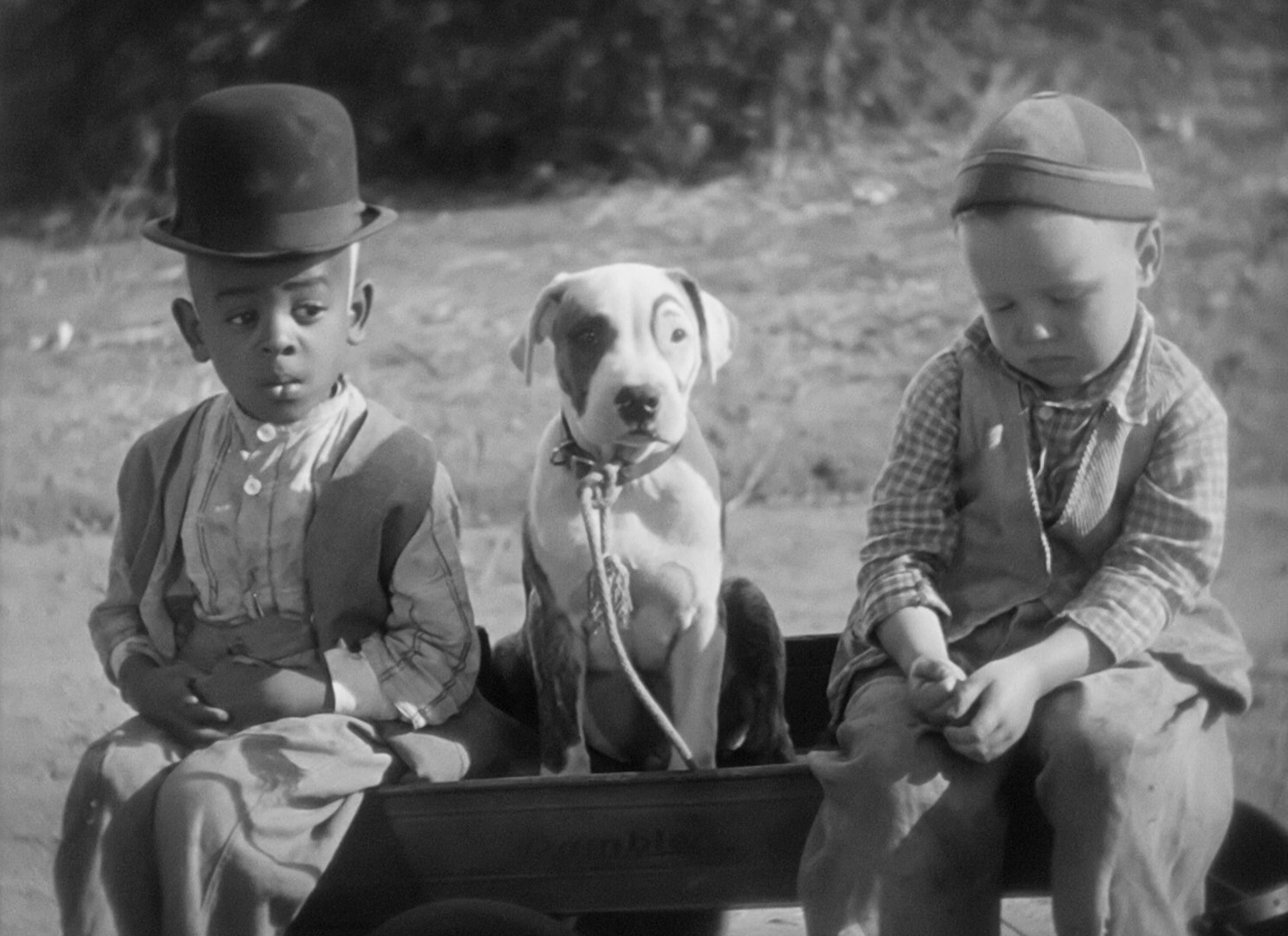
El cachorro Pete en la comedia estadounidense Our Gang. Tenía un aro natural casi completo alrededor de su ojo izquierdo.

Durante la Primera Guerra Mundial, un perro, Stubby, dio fama a los Pitbulls cuando el ejército de los Estados Unidos lo nombró sargento por su labor de mantener cautivo a un espía alemán mientras esperaba la llegada de las tropas norteamericanas. También está documentado que Stubby activó la alarma al producirse un ataque de gas. Durante esta época, la raza apareció varias veces asociada a diferentes políticos de ese tiempo en forma de caricatura y en portadas de revistas.
El perro actor Pete (Lucenay's Pete), de Estados Unidos, protagonizó varias comedias y es recordado como un fiel compañero de los niños. Pete también permitió que el público en general aceptara más a esta raza y consecuentemente a las tipo «Bull and Terrier». Pete fue uno de los primeros ejemplares registrados como Staffordshire Terrier en el AKC.
Algunos ejemplares famosos y reconocidos por su calidad por el AKC cuando la raza se reconoció oficialmente en 1936, fueron Champion, X-pert Brindle Biff, Champion Doyle's Tacinta Flambeau y Champion Topsy's Ghost.

## Estándar oficial

### Aspecto general
Debe dar la impresión de gran fuerza debido a su tamaño y musculatura desarrollada, la cabeza debe ser ancha en la frente y descender hasta dos terceras partes al llegar al hocico con una configuración de "cuchara" y una mordida de "tijera". Las patas deben ser separadas y nunca juntarse cuando el animal camina, pero siempre en relación con la anchura de los hombros que debe corresponder a la misma longitud que la que se mide en la octava costilla. Así mismo, las patas no deben ser demasiado alargadas, y el animal no debe dar la impresión de tener una figura de gran velocidad. El pecho ancho para dar posibilidad al desarrollo pectoral del animal. La cola debe ser corta e insertarse arriba en la cadera. No debe existir angulación en las patas delanteras y ser mínima en las posteriores. 
Tiene una gran semejanza al American Pitbull Terrier, aunque no deben confundirse. Las diferencias principales radican en que los Amstaff no deben tener ojos claros, ni la nariz, características que si están permitidas para el Pit Bull. En general, el Amstaff tiende a tener una apariencia más robusta y el Pitbull más atlética.

## Carácter y temperamento
Es una raza por naturaleza sociable y  que disfruta la compañía humana. Son protectores, especialmente de niños, y no constituyen una amenaza para los niños de un hogar, sabrá distinguir su límite al jugar con ellos. Al no ser una raza que ladre innecesariamente, son también apreciados como guardianes. Es posible que estos perros convivan tranquilamente con otros animales si su presentación se hace con tacto y a temprana edad, llegando incluso a mostrarse amigables y protectores con otras mascotas.
Sin embargo, un american stafforshire terrier no rechazará el desafío de otro perro, y de sentirse amenazado, ya sea por un individuo u otro animal, no dudará en responder. Es muy recomendable que, al salir con el perro, se utilicen  las medidas de seguridad adecuadas y se opte  siempre por una educación respetuosa hacia el animal, ya que emplear la violencia para su educación, puede generar graves problemas de comportamiento y control en un perro con estas características físicas. Tened en cuenta que en algunos países es obligatorio el uso de bozal en perros de estas razas al salir en lugares públicos.
Es una raza que se adapta fácilmente a todo tipo de ambientes, tanto urbanos como rurales. En las granjas son capaces de mantener ordenado al ganado, y por su naturaleza de terrier, controlarán la población de alimañas.

## Peligrosidad
Merritt Clifton, editor de la publicación estadounidense Animal People News, ha confeccionado, a partir de noticias de la prensa, unos registros de muertes y mordeduras graves por ataques de perros en Estados Unidos y Canadá desde septiembre de 1982 hasta el 22 de diciembre de 2009. Se contabilizaron los ataques "por perros de raza o linaje determinados por las autoridades de control de animales u otros de acreditada experiencia y que se mantenían como mascotas." Clifton admite que el registro "no es de ningún modo una lista completa de ataques mortales o graves de perros", ya que excluye a "perros de raza incierta, ataques por perros policía, perros guardianes y perros entrenados específicamente para pelear". En el estudio constaron 345 personas muertas por perros en dicho periodo de 27 años, de los cuales los "American Staffordshire" y sus cruces con otras razas fueron responsables de la muerte de 159, esto es, de cerca del 46% de las muertes. En las dos décadas de 1991 a 2010, 6 de las 21 muertes por ataque de perros en España fueron debidas a esta raza. Sin embargo, la publicación menciona a "American Staffordshire y sus cruces con otras razas", un grupo muy amplio de perros que incluiría a diversos mestizos tipo bull.